# Robert Nęcek
Robert Nęcek (ur. 1969 w Krakowie) – katolicki prezbiter, profesor Uniwersytetu Papieskiego Jana Pawła II, doktor habilitowany nauk społecznych, rzecznik prasowy Archidiecezji Krakowskiej w latach 2005-2016, felietonista w gazetach Polska The Times, Gazeta Krakowska, Rzeczpospolita, Dziennik Polski, Die Tagespost.  Gościł z wykładami na Uniwersytecie św. Józefa w Makau i Uniwersytecie Santa Croce w Rzymie. 

## Życiorys
Po ukończeniu Wyższego Seminarium Duchownego Archidiecezji Krakowskiej otrzymał święcenia kapłańskie z rąk kard. Franciszka Macharskiego w katedrze na Wawelu dnia 14 maja 1994. W 2004 otrzymał na Katolickim Uniwersytecie Lubelskim stopień naukowy doktora nauk teologicznych na podstawie pracy pt. Państwo w nauczaniu społecznym Prymasa Polski Stefana Wyszyńskiego. W 2014 nadano mu na Katolickim Uniwersytecie w Rużomberku tytuł docenta po przedstawieniu rozprawy pt. Dydaktyka katechezy katolickiej i jej percepcja w środkach społecznego przekazu, który w Polsce został uznany za odpowiednik stopnia doktora habilitowanego. Był stypendystą w Rzymie. Gościł z wykładami na Uniwersytecie św. Józefa w Makau i Uniwersytecie Santa Croce w Rzymie. 
Jest kierownikiem Katedry Edukacji Medialnej na Wydziale Nauk o Komunikacji Uniwersytetu Papieskiego Jana Pawła II w Krakowie.
Członek Polskiego Towarzystwa Teologicznego, w latach 2008–2014 członek Rady Programowej Instytutu Dialogu Międzykulturowego im. Jana Pawła II w Krakowie.
Członek Rady Fundacji Centrum Dialogu i Modlitwy w Oświęcimiu, korespondent KAI. Pracował w archidiecezjalnym Wydawnictwie św. Stanisława BM w Krakowie. Od 2005 rzecznik prasowy Archidiecezji Krakowskiej. Konsultor Rady ds. Środków Społecznego Przekazu Konferencji Episkopatu Polski w latach 2010-2023. 
Publikuje na łamach prasy krajowej i zagranicznej. Autor wielu artykułów naukowych publikowanych w Niemczech, Austrii, na Słowacji, w Hiszpanii i we Włoszech.
Komisja do spraw Nagród Rektorskich Uniwersytetu Papieskiego Jana Pawła II przyznała mu nagrodę za wybitne osiągnięcia dydaktyczne i organizacyjne uczelni (2010, 2017).
W latach 2013–2016 pełnił funkcję rzecznika koordynatora generalnego Światowych Dni Młodzieży w Krakowie, biskupa Damiana Muskusa. W 2016 roku odznaczony złotą odznaką św. Floriana Mazovia II klasy za wyjątkową skuteczność i kompetencje medialne. 
Wymieniony przez rektora UPJPII jako należący do 23 pracujących na tejże uczelni nauczycieli akademickich, którzy uzyskali najwyższe wyniki w ramach oceny wydziałowej za okres od 1 stycznia 2013 do 31 grudnia 2016 roku. 

## Nagrody i wyróżnienia
- Laureat nagrody „Małego Feniksa Specjalnego 2017”[3]

## Publikacje
- Państwo w nauczaniu społecznym Prymasa Polski Stefana Wyszyńskiego (2004)
- Pokochać ukochanego. O Joannie Beretcie Molli (2006, współautor)
- Promocja nadziei (2006) ISBN 83-7482-008-X
- Okiem rzecznika (2007) ISBN 978-83-602-9372-0
- Polska moralność społeczna (2007) – współautor
- 24 godziny nadziei (2008, współautor) ISBN 978-83-7422-192-4
- Rozmowy nieroztropne (2009, współautor)
- Odpowiadam, Wyd. św. Stanisława BM, Kraków, (2009) ISBN 978-83-7422-217-4
- Kardynał Stanisław Dziwisz. Nadzieje i niepokoje. O myśli społecznej Kościoła (2009, wyd. ZNAK)
- Z prasy wzięte (2010, wyd. Salwator) ISBN 978-83-7580-189-7
- Bitwa O Kościół, Praca zbiorowa: ks. Robert Nęcek, Piotr Kraśko, Kamil Durczok, Agnieszka Mrożek, ks. Bartłomiej Król, Katarzyna Wiśniewska (2010, wyd. Salwator)
- Chłopiec z Wadowic. Biografia błogosławionego Jana Pawła II dla dzieci (2011, współautor, wyd. Zielona Sowa)
- Przyjaźń (2012) wyd. Petrus
- Mobbing w białych rękawiczkach red. Robert Nęcek (2012) wyd. Salwator
- Freundschaft (2012) wyd. Christina-Verlag ISBN 978-3-7171-1217-4
- Prymas praw człowieka (2013) wyd. Salwator, ISBN 978-83-7580-356-3
- Metodyka pisania pracy naukowej (2013) wyd. Salwator, ISBN 978-83-7580-349-5
- Kompetencja lekarska i komunikacyjna elementem budowania wizerunku społecznego Centrum Medycznego VADIMED. Geniusz dr Ewy Kucharskiej (2013) wyd. Salwator, ISBN 978-83-7580-375-4
- Od kapłaństwa do społeczeństwa. Wybrane kwestie z nauki społecznej papieża Franciszka (2014) wyd. Salwator, ISBN 978-83-7580-387-7
- Dal sacerdozio alla società (2014) IF Press
- Genio della dott.ssa Ewa Kucharska (2014) IF Press
- Droga krzyżowa z Franciszkiem. Kultura spotkania z seniorami (2015) wyd. Petrus, ISBN 978-83-7720-312-5
- Otwórzmy serca i drzwi pielgrzymom, seria "Światowe Dni Młodzieży" (wspólnie z ks. prof. Bogusławem Nadolskim, 2015, wyd. Petrus)
- Edukacja Medialna w nauczaniu społecznym Papieża Franciszka. Wprowadzenie: kardynał Luis H. Villalba. Kraków (2016) wyd. Salwator ISBN 978-83-7580-464-5
- Media – Kultura – Dialog. W piątą rocznicę śmierci arcybiskupa Józefa Życińskiego. Kraków (2017) wyd. Wydawnictwo Naukowe Uniwersytetu Papieskiego Jana Pawła II  ISBN 978-83-7438-583-1
- Miłosierdzie – Komunikacja – Zdrowie. Wokół życia i działalności św. Hannibala Marii di Francia. Kraków (2018) wyd. Wydawnictwo Naukowe Uniwersytetu Papieskiego Jana Pawła II ISBN 978-83-7438-653-1
- Proboszcz z Harklowej. Kraków (2018) wyd. Salwator ISBN 978-83-7580-579-6
- Media przestrzeń i narzędzie miłosierdzia. Kraków (2018) wyd. Salwator ISBN 978-83-7580-596-3
- Podróże krakowskiego rzecznika. Kraków (2019) wyd. Salwator ISBN 978-83-7580-673-1
- Św. Joanna Beretta Molla. Komunikacja i Oddziaływanie Społeczne. Red. R. Nęcek, J. Sobczyk-Pająk. Kraków (2019) wyd. Wydawnictwo Naukowe Uniwersytetu Papieskiego Jana Pawła II ISBN 978-83-7438-813-9
- Rzecznik prasowy w instytucji kościelnej. Teoria i praktyka. R. Nęcek, R. Kowalski. Kraków (2019) wyd. Wydawnictwo Uniwersytetu Jagiellońskiego ISBN 978-83-233-4661-6
- Komunikacja, Media, Przebaczenie. Wzajemne uwarunkowania. Seria: Edukacja Medialna - 4. Anita Frankowiak, Robert Nęcek, Agnieszka Guzik. Wydawnictwo Petrus. Kraków (2019) ISBN 978-83-7720-546-4
- Papież Franciszek i współczesność: z refleksji nad fenomenem komunikowania się. Wojciech Misztal, Robert Nęcek, Maciej Radej. Wydawnictwo Naukowe Uniwersytetu Papieskiego Jana Pawła II. Kraków (2019) ISBN 978-83-7438-766-8
- Komunikacja piękna. Papieskie wernisaże w Makau i w Krakowie. Joanna Sobczyk-Pająk, Robert Nęcek. Wydawnictwo Arsarti. Kraków (2020) ISBN 978-83-954033-1-6